# São Francisco de Paula (Rio Grande do Sul)
São Francisco de Paula, amtlich portugiesisch Município de São Francisco de Paula, ist eine Stadt mit 21.801 Einwohnern (Schätzung Stand: 1. Juli 2020) im Bundesstaat Rio Grande do Sul im Süden Brasiliens, die auf einem großen Gemeindegebiet von und 3317,9 km² leben. Sie liegt etwa 110 km nordöstlich von Porto Alegre. 
Benachbart sind die Orte Monte Alegre dos Campos, Bom Jesus, Jaquirana, Cambará do Sul, Praia Grande, Três Forquilhas, Itati, Maquiné, Riozinho, Rolante, Taquara, Três Coroas, Canela und Caxias do Sul. 
Ursprünglich war São Francisco de Paula Teil des Munizips Taquara. Im großen Gemeindegebiet liegen die Distrikte Rincão dos Kroeff, Tainhas, Lajeado Grande, Cazuza Ferreira, Juá und Eletra.
São Francisco de Paula liegt an der Rota Romântica und mit Canela, Gramado und Nova Petrópolis in dem amtlichen Touristengebiet Região das Hortênsias.
In der Hochebene dominieren Weiden, in den steilen Abhängen im Südosten Mata Atlântica mit Araukarien und vielen Wasserfällen.